# Sofía mártir

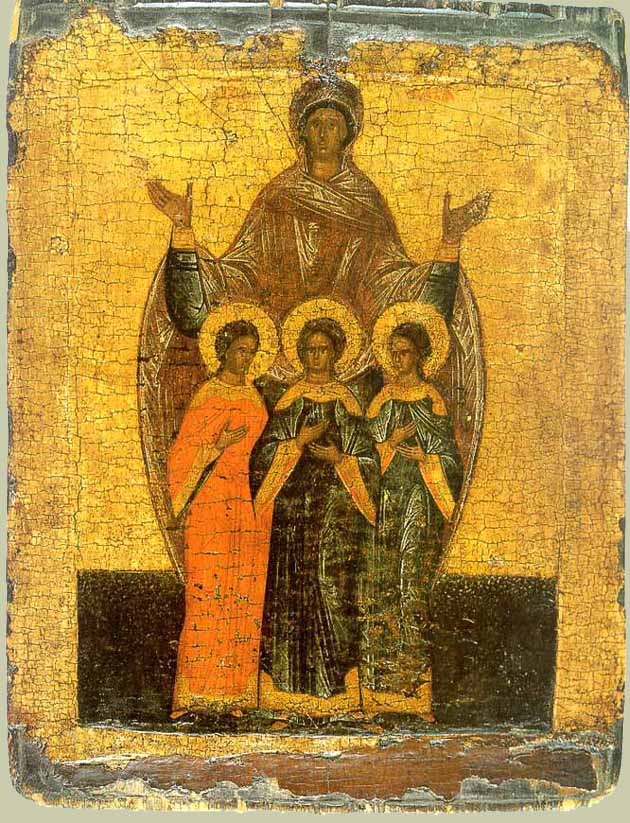
Icono ruso de Sofía mártir con sus tres hijas: Fe, Esperanza y Caridad.

Santa Sofía (¿? - 137) es una santa venerada por la Iglesia ortodoxa cuya fiesta se celebra el 18 de septiembre y en la Iglesia Católica es celebrada el 30 de septiembre. Sofía nació en Italia y tenía tres hijas: Fe (12 años), Esperanza (10 años) y Caridad (9 años), que fueron nombradas como las virtudes mencionadas por San Pablo en Primera de Corintios 13.
Se dice que las tres hijas fueron martirizadas durante el reinado de Adriano (117-138), los guardias aparentemente se llevaron una por una a las hijas de Sofía, desde la mayor a la más joven y las golpearon y torturaron hasta la muerte. Sofía enterró los cuerpos de sus hijas y se mantuvo al lado de la tumba durante tres días hasta que finalmente murió. Según la tradición, en el año 778 parte de sus reliquias fueron trasladadas a un convento ubicado en Eschau, Alsacia, actual Francia.
Hay una idea errónea de que la capital de Bulgaria, Sofía, fue nombrada en honor de Santa Sofía, y por lo tanto el día de fiesta de la ciudad es el 17 de septiembre. De hecho la ciudad debe el nombre a su iglesia, la antigua catedral de Santa Sofía, consagrada no a la mártir cristiana, sino a la sabiduría divina de Dios (Agia Sophia, en griego). Sin embargo, en esa iglesia hay varios iconos de la mártir Sofía y sus hijas.